# Recy
Recy is een gemeente in het Franse departement Marne (regio Grand Est). De plaats maakt deel uit van het arrondissement Châlons-en-Champagne. Recy telde op 1 januari 2022 1.077 inwoners.

## Geografie
De oppervlakte van Recy bedroeg op 1 januari 2022 14,38 vierkante kilometer; de bevolkingsdichtheid was toen 74,9 inwoners per km².

## Demografie
Onderstaande figuur toont het verloop van het inwonertal (bron: INSEE-tellingen).